# Christopher Tärnström
Christopher Tärnström (* 1711 in Funbo, Uppland, Schweden; † 4. Dezember 1746 auf Pulo Candor, Côn Đảo Inseln Vietnam) war ein schwedischer Botaniker und evangelischer Pfarrer. Sein offizielles botanisches Autorenkürzel lautet „Tärnström“.

## Leben
Er studierte zunächst Theologie an der Universität Uppsala. Dort lernte er auch Carl von Linné kennen. 1739 kam er als evangelischer Pfarrer nach Östhammar. 1741 ging er nach Vaxholm.
Auf Vermittlung von Linnaeus erhielt er 1746 eine Stelle als Seelsorger auf dem Schiff Kalmar. Das Schiff der
schwedischen Ostindien-Kompanie war auf dem Weg nach Kanton in China. Dort sollte er für Linnaeus Proben sammeln, daher galt er als der erste der Apostel Linnés.
Auf dem Weg dorthin musste das Schiff bei der Insel Pulo Candor (auch Poulo Candor, Con Son) auf das Ende des Monsuns warten. Tärnström erkrankte dort und starb, ohne China jemals gesehen zu haben.
Sein Tagebuch bis Vietnam wurde unter dem Titel En resa mellan Europa och Sydostasien år 1746 veröffentlicht.

## Ehrentaxon
Zu seinem Gedenken benannte Linné die Art Ternstroemia aus der Gattung der Pentaphylacaceae nach ihm.